# Albeř
Albeř (německy Albern) je vesnice, část města Nová Bystřice v okrese Jindřichův Hradec v Jihočeském kraji. Leží v oblasti zvané Česká Kanada poblíž Nové Bystřice. Východně od vsi se nachází autokemp a rybník chráněný jako přírodní památka Osika. Ve vsi je dopravna úzkorozchodné železnice vedoucí z Nové Bystřice do Jindřichova Hradce, kterou provozují soukromé Jindřichohradecké místní dráhy.

## Historie

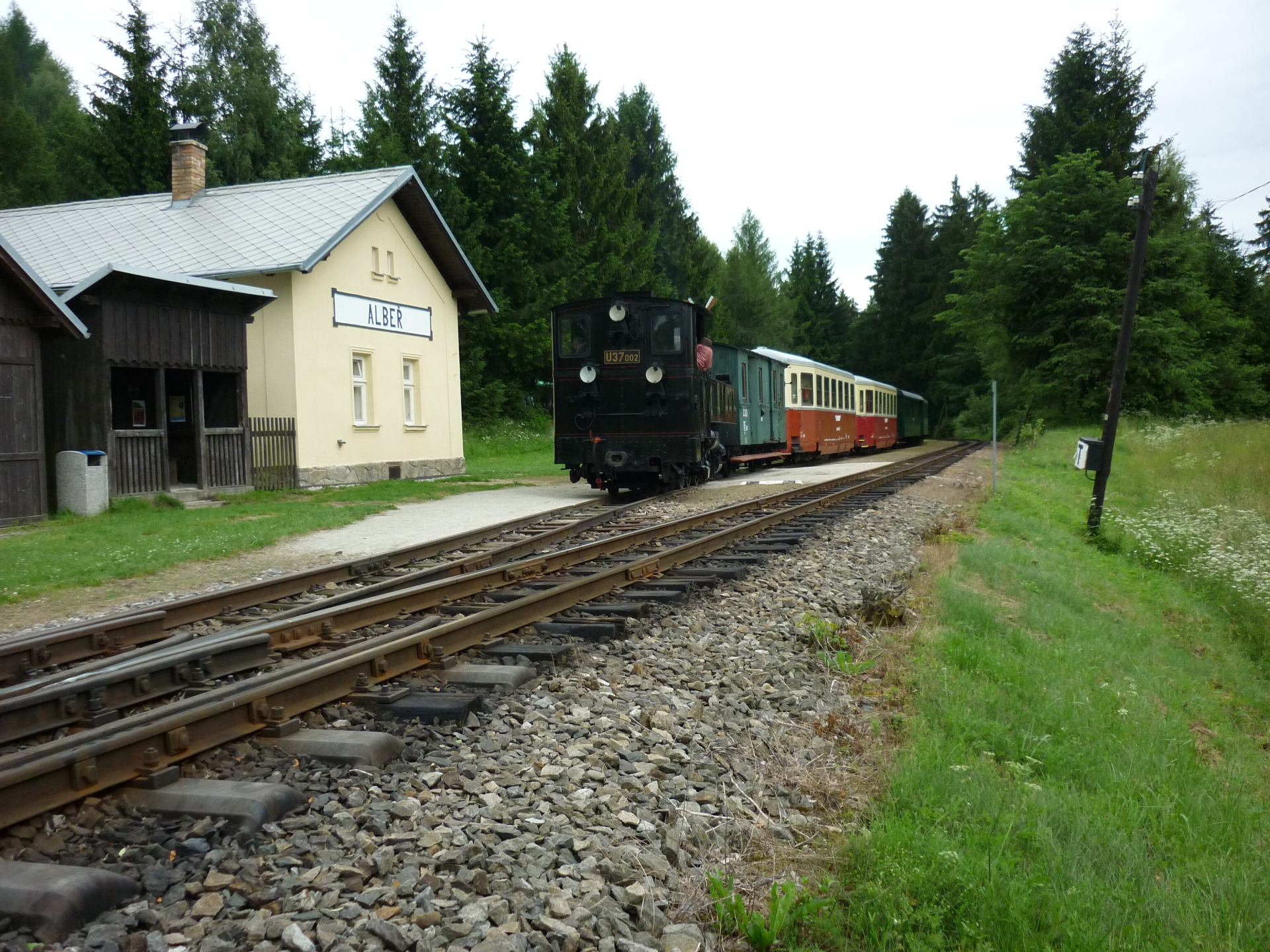
Železniční zastávka

První písemná zmínka o vesnici pochází z roku 1487.

## Obyvatelstvo
| Rok            | 1869 | 1880 | 1890 | 1900 | 1910 | 1921 | 1930 | 1950 | 1961 | 1970 | 1980 | 1991 | 2001 | 2011 | 2021 |
| -------------- | ---- | ---- | ---- | ---- | ---- | ---- | ---- | ---- | ---- | ---- | ---- | ---- | ---- | ---- | ---- |
| Počet obyvatel | 762  | 749  | 744  | 805  | 723  | 654  | 571  | 522  | 321  | 288  | 197  | 133  | 138  | 144  | 136  |
| Počet domů     | 92   | 100  | 98   | 100  | 105  | 114  | 123  | 108  | 80   | 76   | 72   | 81   | 88   | 95   | 94   |

## Obecní správa
Při sčítání lidu v letech 1869–1975 Albeř byla samostatnou obcí v okrese Jindřichův Hradec. Od 1. ledna 1976 je částí města Nová Bystřice v okrese Jindřichův Hradec. Od 26. listopadu 1971 do 31. prosince 1975 k obci patřily Klášter a Skalka.

## Pamětihodnosti

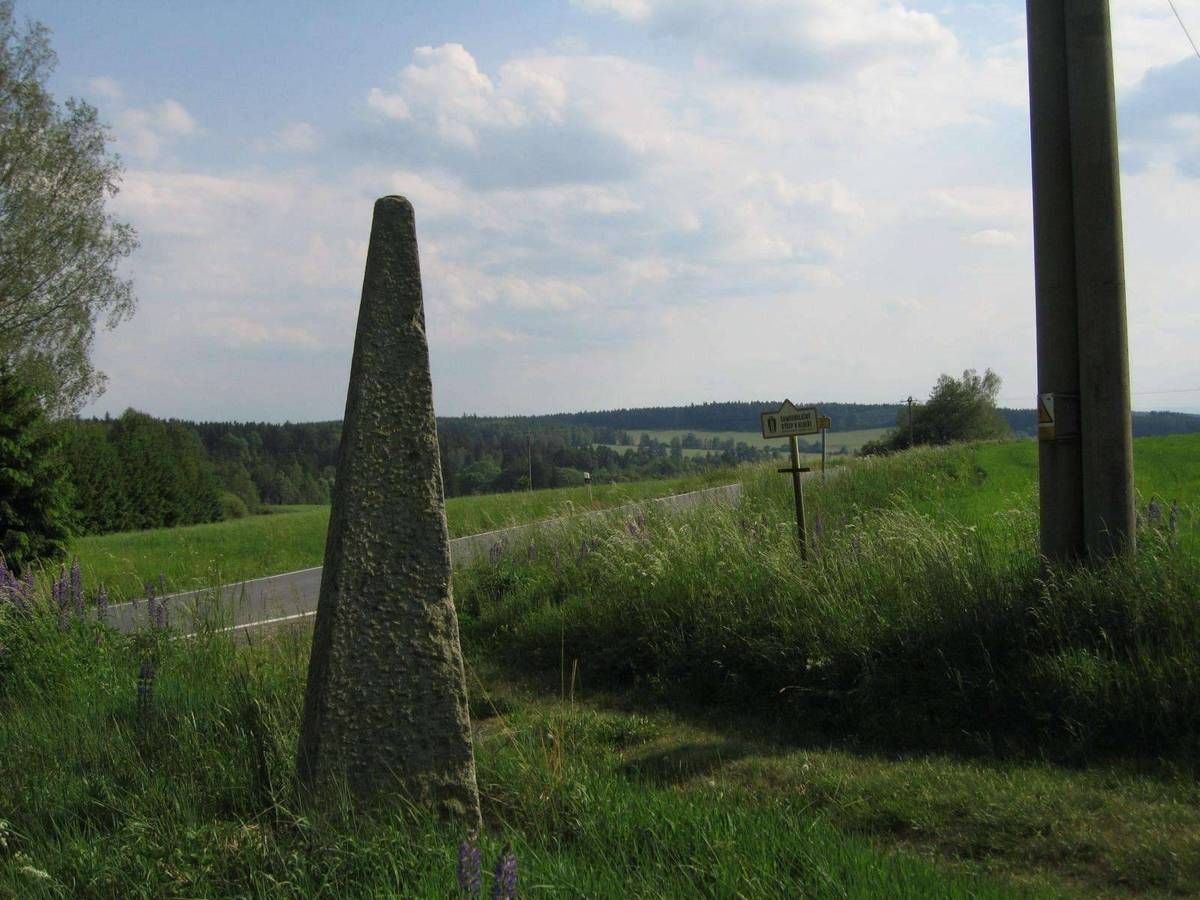
Obelisk v místě měřičského bodu 15. poledníku

- Obelisk v místě měřičského bodu 15. poledníkuVýchodně od železniční zastávky se nachází památkově chráněný empírový zámeček Terezínov, postavený počátkem 19. století Františkem Schneidrem pro hraběnku Terezii Trautmansdorffovou.[7] Zámeček, během období socialismu zcela zdevastovaný různými státními podniky, v roce 1995 získal soukromý majitel, který objekt postupně zrekonstruoval.[8] [7]Rekonstrukce zámečku byla v roce 2024 oceněna jednou z cen Patrimonium pro futuro, udělovaných Národním památkovým ústavem.[9][10]
- V centru zástavby se nachází kaple Nanebevzetí Panny Marie a další menší sakrální objekty.
- Severně od vesnice u silnice č. 151 poblíž autokempu Osika stojí dva metry vysoký obelisk, připomínající měřičský bod 15. poledníku, Jedná se o doklad nejstarší měřičské sítě v Českých zemích z počátku 19. století.[11]